# ハーバート・クラーク (フィギュアスケート選手)
ハーバート・クラーク（英語: Herbert James Clarke、1879年4月10日 - 1956年9月5日）は、イギリス、ロンドン出身のフィギュアスケート選手（男子シングル）。
1924年シャモニーオリンピックイギリス代表。1945年から1953年まで国際スケート連盟会長を務めた。

## 主な戦績
| 大会/年      | 1923-24 |
| ------------ | ------- |
| オリンピック | 10      |